# Cyperus marlothii
Cyperus marlothii är en halvgräsart som beskrevs av Johann Otto Boeckeler. Cyperus marlothii ingår i släktet papyrusar, och familjen halvgräs. Inga underarter finns listade i Catalogue of Life.